# Деббі Грем
Деббі Грем або Debbie Graham Shaffer (англ. Debbie Graham, нар. 25 серпня 1970) — колишня американська професійна тенісистка.
Здобула п'ять парних титулів туру WTA.
Найвищу одиночну позицію світового рейтингу — 35 місце досягла 6 січня 1992, парну — 24 місце — 31 січня 1994 року.

## Фінали турнірів WTA

### Одиночний розряд: 1 (0–1)
| Легенда     |
| Grand Slam  |
| Tier I      |
| Tier II     |
| Tier III    |
| Tier IV & V |

| Результат | Ранг | Дата         | Турнір          | Покриття | Опонент               | Рахунок  |
| --------- | ---- | ------------ | --------------- | -------- | --------------------- | -------- |
| Поразка   | 1.   | травень 1993 | Таранто, Італія | Ґрунт    | Бренда Шульц-Маккарті | 6–7, 2–6 |

### Парний розряд: 9 (5–4)
| Легенда     |   |
| Grand Slam  | 0 |
| Tier I      | 0 |
| Tier II     | 0 |
| Tier III    | 1 |
| Tier IV & V | 4 |

| Титули за покриттям |   |
| Тверде              | 1 |
| Ґрунт               | 3 |
| Трава               | 0 |
| Килим               | 1 |

| Результат | Ранг | Дата         | Турнір                          | Покриття   | Партнер               | Опоненти                        | Рахунок       |
| --------- | ---- | ------------ | ------------------------------- | ---------- | --------------------- | ------------------------------- | ------------- |
| Поразка   | 1.   | Jul 1989     | Скенектаді, США                 | Тверде     | Сандра Берч           | Мішелл Джеггерд Ху На           | 3–6, 2–6      |
| Перемога  | 1.   | травень 1993 | Таранто, Італія                 | Ґрунт      | Бренда Шульц-Маккарті | Петра Лангрова Мерседес Пас     | 6–0, 6–4      |
| Поразка   | 2.   | травень 1993 | German Open, Німеччина          | Ґрунт      | Бренда Шульц          | Джиджі Фернандес Наташа Звєрєва | 1–6, 3–6      |
| Перемога  | 2.   | Aug 1993     | Сан-Хуан, Пуерто-Рико           | Тверде     | Енн Гроссман          | Джиджі Фернандес Ренне Стаббс   | 5–7, 7–5, 7–5 |
| Поразка   | 3.   | Sep 1993     | Hong Kong Tennis Open           | Тверде     | Маріанн Вердел        | Карін Кшвендт Рейчел Макквіллан | 6–1, 6–7, 2–6 |
| Поразка   | 4.   | Feb 1996     | Оклагома-Сіті, США              | Тверде (i) | Катріна Адамс         | Чанда Рубін Бренда Шульц        | 4–6, 3–6      |
| Перемога  | 3.   | травень 1996 | Hungarian Ladies Open, Угорщина | Ґрунт      | Катріна Адамс         | Радка Бобкова Ева Меліхарова    | 6–3, 7–6      |
| Перемога  | 4.   | Oct 1996     | Tournoi de Québec, Канада       | Килим (i)  | Бренда Шульц          | Емі Фрейзер Кімберлі По         | 6–1, 6–4      |
| Перемога  | 5.   | травень 1997 | Кардіфф, Wales                  | Ґрунт      | Керрі-Енн Г'юз        | Жулі Пуллен Лорна Вудрофф       | 6–3, 6–4      |